# Myra fugax
Myra fugax (Fabricius, 1798) è un granchio appartenente alla famiglia Leucosiidae.

## Descrizione

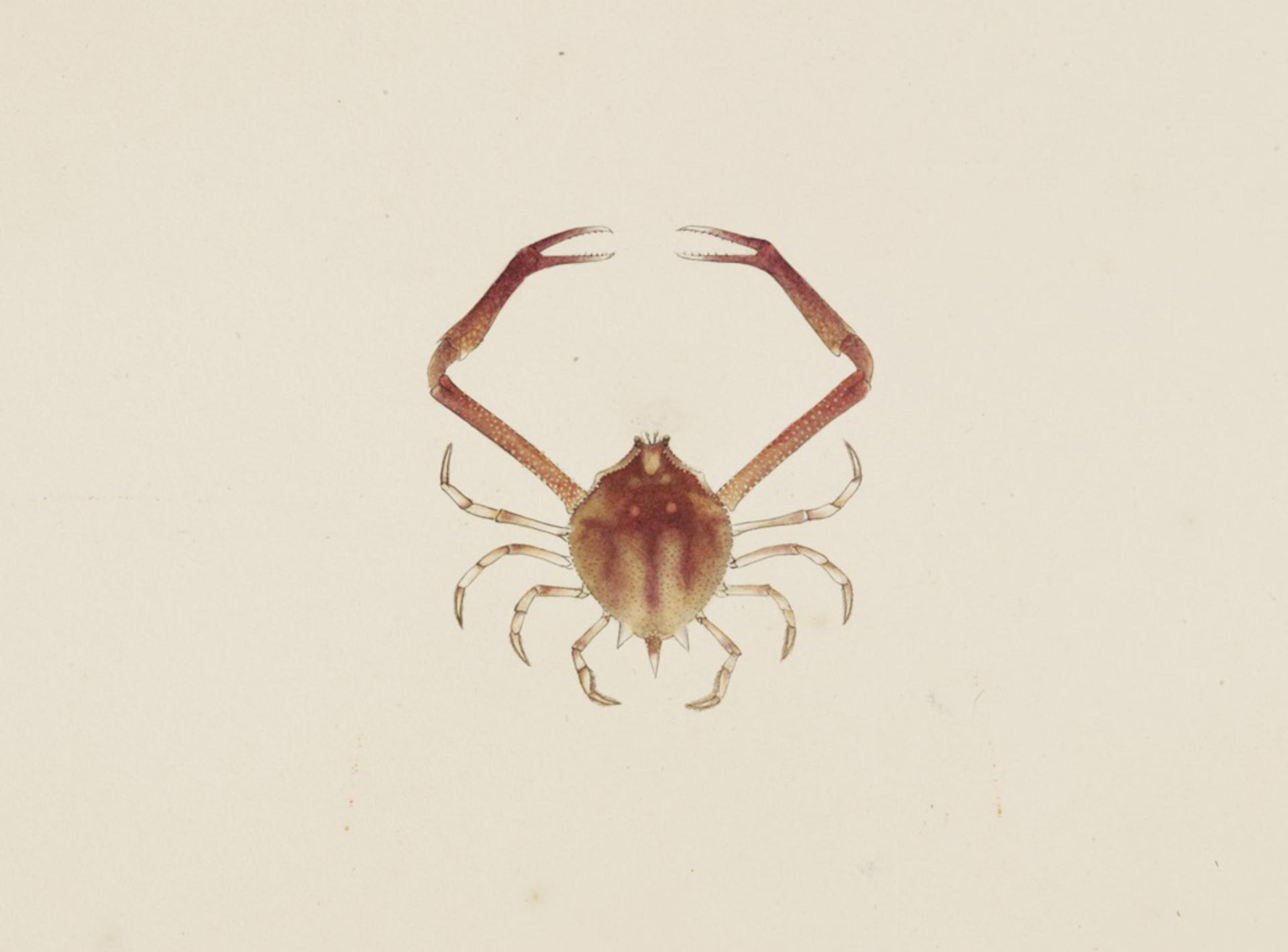

Gli arti sono lunghi e sottili, il carapace è ovale, dalla superficie leggermente granulata. I margini non presentano particolari spine eccetto tre nella parte posteriore. 
La colorazione varia dal rosato tendente al rosso pallido al giallo chiaro.

## Distribuzione e habitat
Proviene dall'oceano Pacifico, dal Mar Rosso e dall'oceano Indiano. È comune lungo le coste di Nuova Caledonia, Israele, Sudafrica, Egitto, Vietnam, Mozambico, Sri Lanka, India, Mauritius e Figi.
Questa specie tipica dei fondali molli si è diffusa nel mar Mediterraneo passando dal canale di Suez (migrazione lessepsiana) a partire dal 1930.
Non è una specie di acque profonde: difficilmente si spinge oltre i 50 m di profondità; di solito rimane tra i 9,5 e i 26.